# ウィギリウス (ローマ教皇)
ウィギリウス（Vigilius, ? - 555年6月7日）は、第59代ローマ教皇（在位：537年 - 555年）。